# Ben Bourgeois
Pour les articles homonymes, voir Bourgeois.
Ben Bourgeois est un surfeur professionnel américain né le 30 octobre 1978 à Ocean City, New Jersey, États-Unis.

## Biographie
Commence le surf à 2 ans. En 1999 il termine 16e du WQS et se qualifie ainsi pour l'ASP World Tour mais son premier passage au haut niveau de compétition a été de courte durée et Ben dit adieu à la Dream Tour en 2001. Mais après un congé sabbatique de la compétition parmi les meilleurs du monde a été brève et grâce à une excellente saison en 2007, dont une victoire au Rip Curl Boardmasters en Angleterre et une 8e place classement final du WQS 2007 il est de retour sur l'ASP World Tour en 2008, malheureusement sa 32e place ne le requalifie pas pour 2009.

## Palmarès

### Victoires
- 2007 : Rip Curl Boardmasters, Angleterre (WQS)

### WCT
- 2008 : 32e
- 2001 : 33e
- 2000 : 36e repêché grâce au WQS